# Alexander Goltz
Alexander Demetrius Goltz (Püspökladány, 25. siječnja 1857. – Beč, srpanj 1944.), austrijski slikar.
Bio je učenik je O. Seitza u Münchenu i A. Feuerbacha u Beču. Putovao je Italijom i Balkanom, boravio u Parizu i Beču. Slika pejzaže, portrete, zidne slike te radi scenske skice za njemačka i austrijska kazališta, a 1895. na poziv intendanta staroga kazališta u Gornjem gradu Stjepana Miletića, oslikava strop u gledalištu novog Hrvatskog narodnog kazališta u Zagrebu. Na otvorenju kazališta, u listopadu 1895. publiku su, u raskošnu svjetlu lustera, zadivili prekrasni Goltzovi alegorijski motivi.